# شمشیر ۴۷ رونین
شمشیر ۴۷ رونین (به انگلیسی: Blade of the 47 Ronin) یک فیلم اکشن و فانتزی آمریکایی محصول سال ۲۰۲۲ به کارگردانی ران یوان با بازی آنا آکانا، مارک داکاسیوس، مایک مو و داستین نگوین است این فیلم دنباله‌ای بر فیلم ۴۷ رونین در سال ۲۰۱۳ می‌باشد.

## داستان
داستان فیلم ۳۰۰ سال پس از فیلم اول اتفاق می‌افتد، طرح داستان، در دوران مدرن اتفاق می‌افتد، حول گروه‌هایی از سامورایی‌ها است که قرن‌ها مخفیانه عمل کرده‌اند.

## تولید
فیلمبرداری اصلی از دسامبر ۲۰۲۱ در بوداپست، مجارستان آغاز شد.